# AGM-154 JSOW
El AGM-154 Joint Standoff Weapon (JSOW) (en castellano: Arma de Lanzamiento a Distancia de seguridad) es una arma aire-superficie desarrollada por la compañía Raytheon como producto de un proyecto conjunto entre la Armada y la Fuerza Aérea de Estados Unidos para desplegar un arma guiada de precisión y medio alcance estandarizada, especialmente para atacar blancos defendidos desde fuera del alcance de sus defensas antiaéreas, y de esa forma aumentar la sobrevivencia de los aviones atacantes y minimizar las pérdidas propias.

## Desarrollo
La AGM-154 Joint Standoff Weapon o JSOW actualmente se encuentra en servicio en la Armada de Estados Unidos. También han sido firmados contratos FMS (en inglés: Foreign Military Sales, FMS. En castellano: Ventas Militares al Extranjero) con Polonia y Turquía para ser usados en sus cazas F-16. Y Finlandia, Grecia y Singapur están en proceso de firmar contratos de ese tipo. La AGM-154 está diseñada para proporcionar un arma planeadora de bajo costo y alta letalidad con capacidad de lanzamiento a distancia. La familia de armas aire-superficie planeadoras JSOW se encuentra en la categoría de armas de 1000 libras (450 kg) que proporcionan capacidades de lanzamiento a distancia desde 15 nmi (28 km) al ser lanzadas desde baja altitud y hasta 60 nmi (111 km) al ser lanzadas desde alta altitud. La JSOW puede ser usada contra una variedad de blancos terrestres y puede ser operada desde fuera del alcance de las defensas antiaéreas enemigas que defienden el blanco atacado.
La JSOW es un arma del tipo dispara y olvida que emplea un sistema altamente integrado de un Sistema de posicionamiento global (en inglés: Global Positioning System, GPS)/Sistema de navegación inercial (en inglés: Inertial Navigation System, INS), y que es capaz de operar de día y noche y en condiciones meteorológicas adversas. La AGM-154A (JSOW A) usa un GPS/INS para la guía terminal, mientras que la AGM-154C (JSOW C) usa un buscador infrarrojo para la guía terminal.
La JSOW tiene un largo de 4,1 metros (160 pulgadas) y pesa aproximadamente 483 kilos (1000 libras). Originalmente se desarrollaron tres variantes, cada una de las cuales usaba un vehículo aéreo común, o camión, y diferentes tipos de cargamentos. La AGM-154A (JSOW-A) entró en servicio en 1989. La armada y fuerza aérea de Estados Unidos desarrollaron la AGM-154B (JSOW B) hasta la etapa de Evaluación y Pruebas Operacionales Multi-Servicio (en inglés: Multi-Service Operational Test & Evaluation, MOT&E) pero la armada decidió no comprar el arma cuando la fuerza aérea abandonó el programa. La AGM-154C (JSOW BROACH) entró en servicio en febrero de 2005.

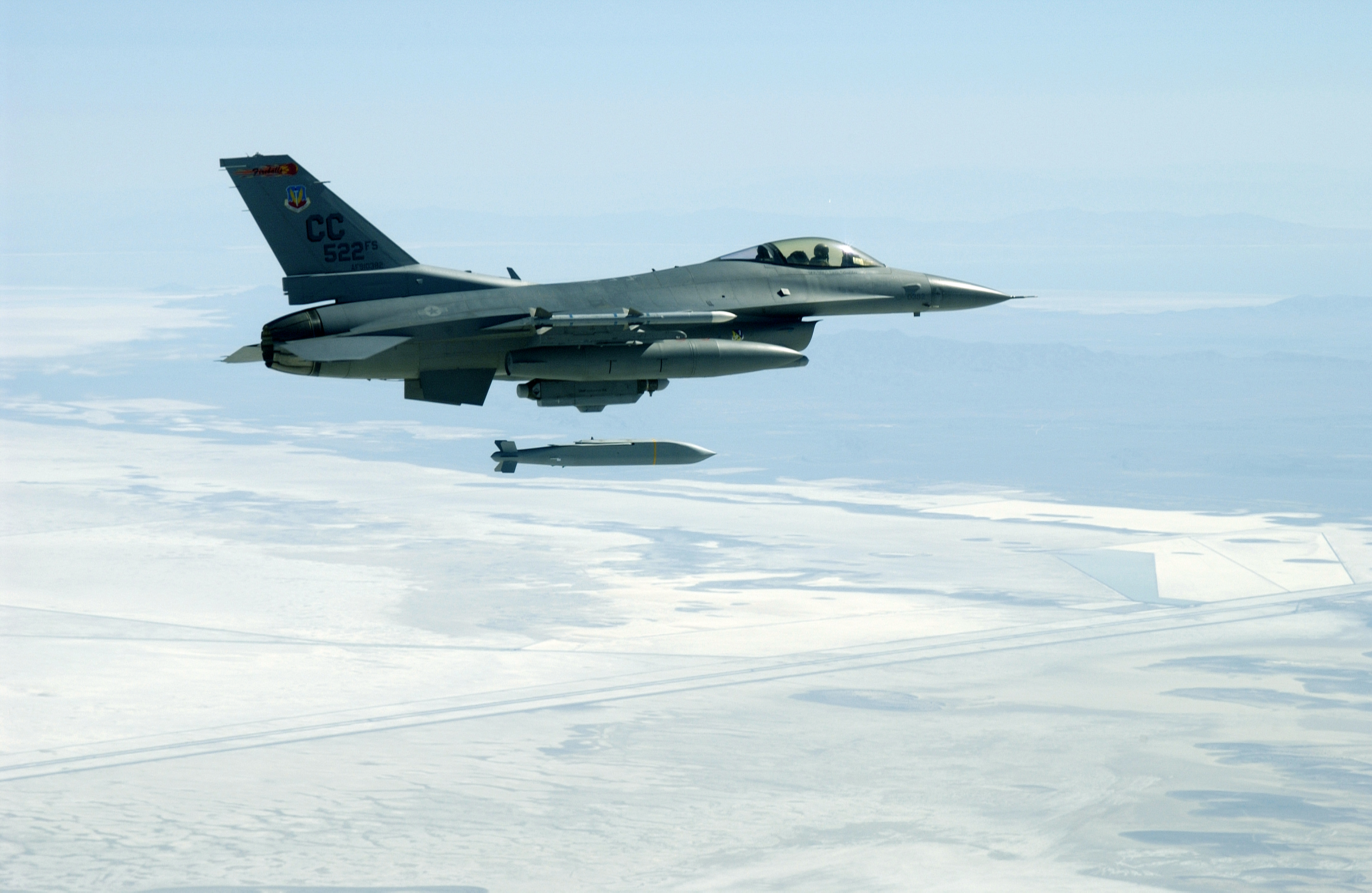
Un F-16C lanzando una AGM-154 JSOW en el Polígono de Entrenamiento y Pruebas de Utah.

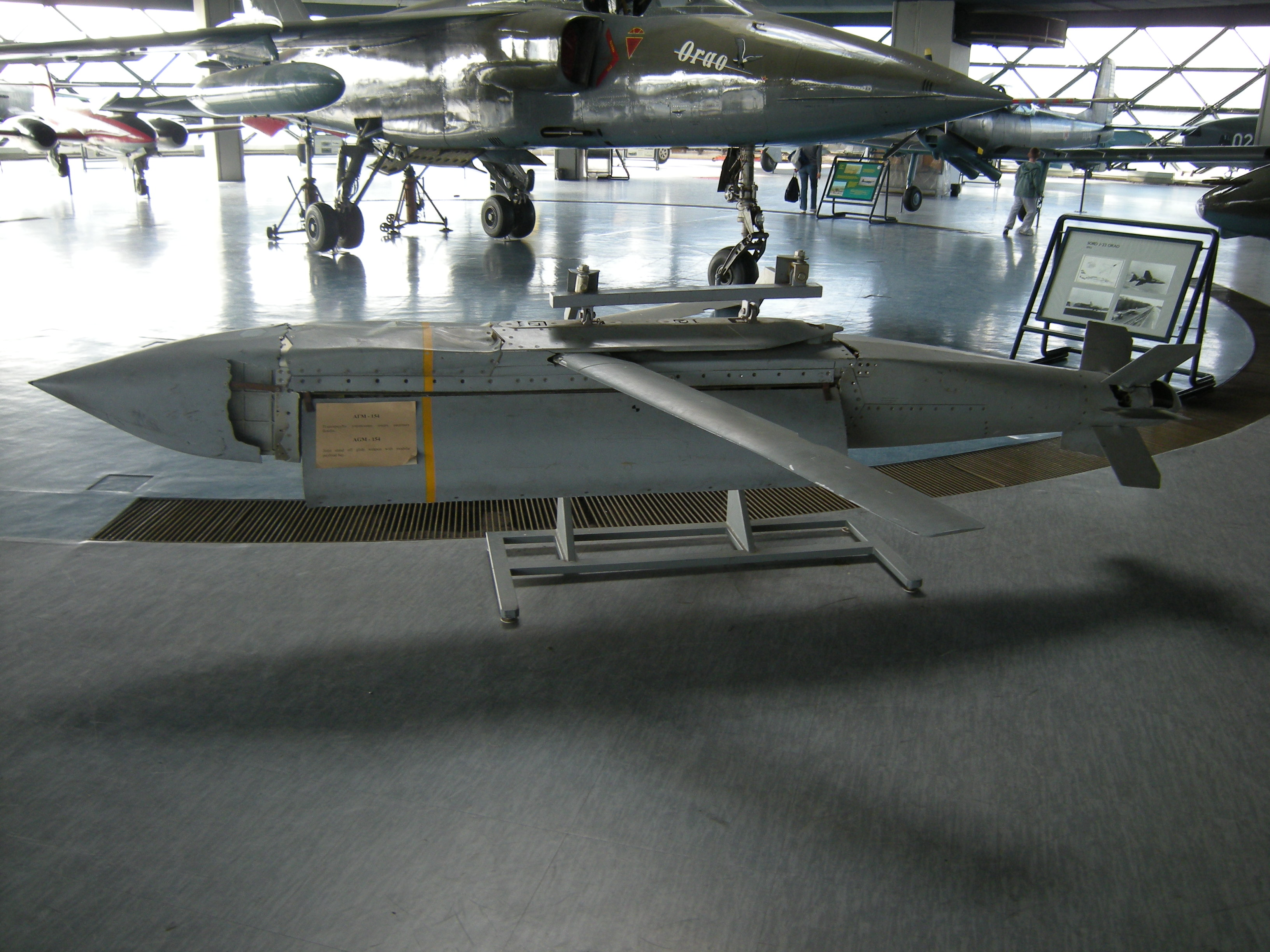
Los restos de una AGM-154 JSOW utilizada durante la Operación Allied Force, en exhibición en el Museo de Aviación de Belgrado en Serbia.

Durante la década de 1990 la JSOW fue considerada como uno de los programas de desarrollo más exitosos en la historia del Departamento de Defensa. El sistema fue puesto en servicio operacional un año antes de lo programado. A diferencia de la mayor parte de las armas guiadas y aviones, el sistema nunca tuvo un problema de manejo de reducción de peso, y fue desplegado con el peso señalado en sus especificaciones. El sistema introdujo un nuevo tipo de espoleta, y fue capaz de obtener en tiempo récord una autorización mediante una revisión de seguridad independiente. Muchos observadores le acreditan estos logros al estilo de administración seleccionado por el Departamento de Defensa y Texas Instruments. Después de una selección competitiva de Texas Instruments y los subcontratistas, el personal del programa fue organizado integrando los equipos del producto con miembros del gobierno. En un caso, el contratista principal determinó que el proveedor de mejor calidad para un servicio de diseño era el gobierno, y devolvió parte de los fondos. El JSOW fue premiado en el año 1996 con la Medalla Laurels por la revista Aviation Week & Space Technology (en castellano: Semanario de Aviación y Tecnología Espacial). Es muy notable el otorgamiento de esta premio a un arma guiada, ya que está reservado para sistemas mucho más grandes. Debido a esta historia, la JSOW ha sido usada como un estudio de caso para otros programas de desarrollo, y para los Equipos de Producto Integrados, y algunas veces es citado en investigaciones académicas sobre el manejo de programas.

### AGM-154A (JSOW básico)
La cabeza de guerra del AGM-154A consiste en 145 submuniciones de de efectos combinados BLU-97/B (en inglés: BLU-97/B Combined Effects Bomb, CEB). Estas submuniciones poseen una carga hueca para tener capacidad de destruir blindados, una cubierta de fragmentación para ser usado en destrucción de material y un anillo de circonio para proporcionar efectos incendiarios.

### AGM-154B (anti blindados)
La cabeza de guerra de la AGM-154B es la BLU-108/B producida por el programa Arma de Sensores Integrados (en inglés: Sensor Fuzed Weapon, SFW) de la Fuerza Aérea de Estados Unidos. La JSOW B era capaz de transporta seis submuniciones BLU-108/B. Cada submunición liberaba cuatro proyectiles (un total de 24 por arma), estos proyectiles usaban sensores infrarrojos para detectar a sus blancos. Cuando una submunición detectaba que se encontraba alineada con un blanco, disparaba un penetrador formado explosivamente capaz de penetrar la protección de vehículos blindados. Este programa logró acabar con su etapa de desarrollo pero la Armada de Estados Unidos decidió no comprar el arma cuando la Fuerza Aérea abandonó el programa.

### AGM-154C (cabeza de guerra unitaria)
La AGM-154C usa un buscador de Imagen Infrarroja terminal (en inglés: Imagen Imaging Infrared, IIR) con guiado autónomo. La AGM-154C está equipada con la cabeza de guerra BROACH. Esta es una cabeza de guerra de dos etapas compuesta por una cabeza de guerra aumentada de carga hueca WDU-44 y una bomba de seguimiento WDU-45. El arma está diseñada para atacar blancos reforzados. Entró en servicio en la Armada de Estados Unidos en febrero de 2005.

## Producción y mejoras
La producción a escala total comenzó el 29 de diciembre de 1999. En junio de 2000 Raytheon fue contratada para desarrollar un paquete de electrónica mejorada para la JSOW con el propósito de impedir el spoofing electrónico de las señales de GPS. Esto resultó en la versión JSOW Bloque II, la que también incorporó varias iniciativas de reducción de costo además del Módulo Anti-Spoofing de Disponibilidad Selectiva (en inglés: Selective Availability Anti-Spoofing Module, SAASM). Se programó el inicio de la producción de la JSOW Bloque II para marzo de 2007.
La Fuerza Aérea de Estados Unidos terminó la producción de la JSOW en el año fiscal 2005, dejando sólo a la Armada de Estados Unidos y al Cuerpo de Infantería de Marina de Estados Unidos como los únicos servicios de las Fuerzas Armadas de Estados Unidos que están comprando nuevas JSOW.

### JSOW Bloque III (JSOW-C1)
En el año 2005 Raytheon obtuvo un contrato para desarrollar la JSOW Bloque III, el que agregó un enlace de datos Link 16 y la capacidad de atacar blancos marítimos en movimiento a la AGM-154C. Se programó que su producción comenzara en el año 2009. Los tres primeros lanzamientos fueron realizados en agosto de 2011 desde un F/A-18F.

### AGM-154A-1 (JSOW-A1)
Adicionalmente, la configuración AGM-154A-1 está bajo desarrollo por la empresa Raytheon para ser ofrecida en contratos de Ventas Militares al Extranjero (en inglés: Foreign Mulitary Sales]]. Esta versión remplaza la carga de submuniciones de la AGM-154A con una cabeza de guerra BLU-111 para mejorar los efectos de fragmentación y de explosión, evitando también los problemas de armamento sin explotar (en inglés: Unexploded Ordnance, UXO) relacionados con la carga de submuniciones BLU-97/B.

### JSOW motorizada
Está siendo probado un motor turborreactor Hamilton-Sundstrand TJ-150 para motorizar una JSOW. La variante motorizada es llamada JSOW-ER, donde ER significa "extended range" (en castellano: Alcance Extendido). La JSOW-ER aumentará el alcance desde 130 kilómetros hasta 556 kilómetros.

## Uso en combate

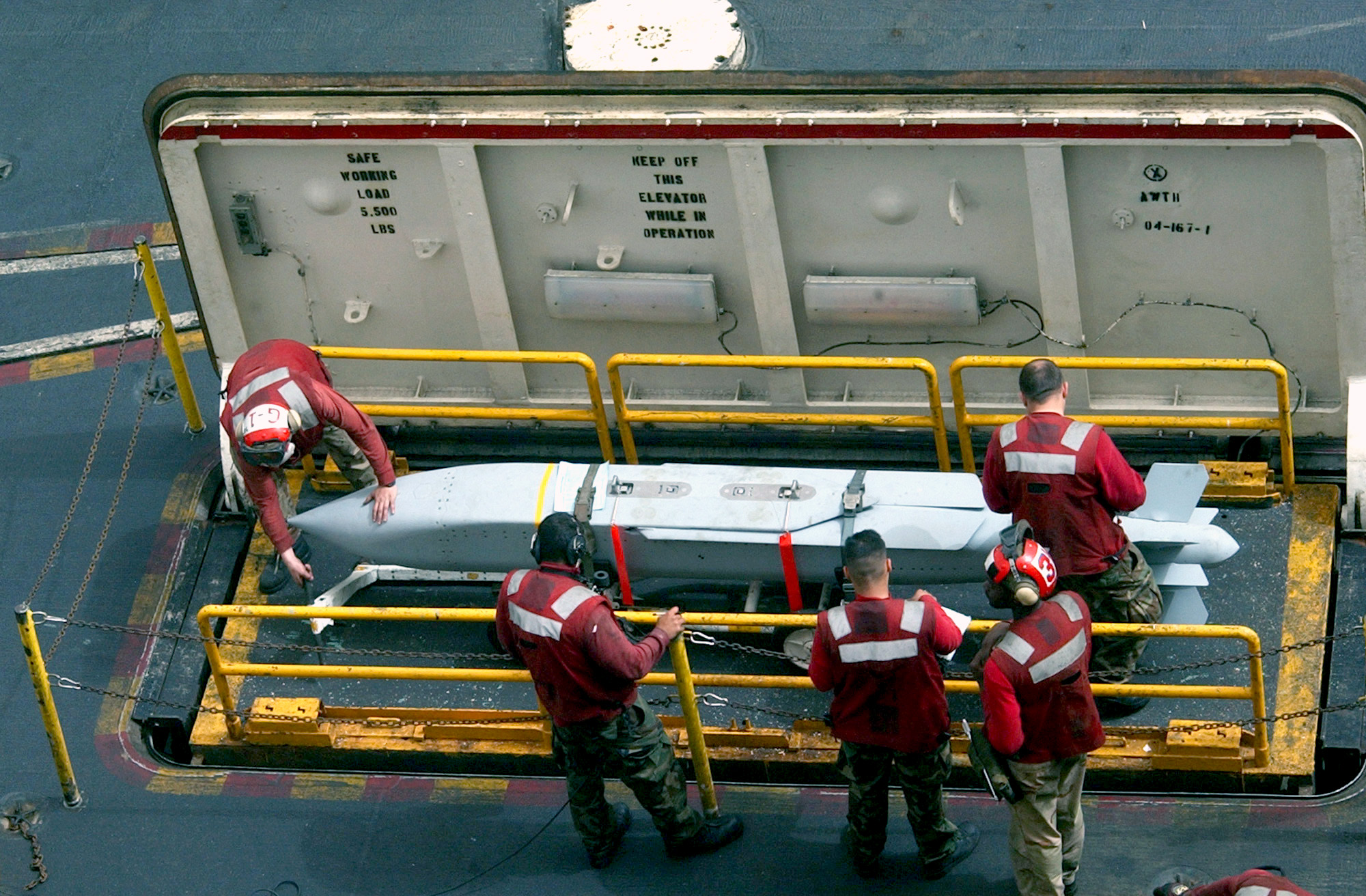
Una AGM-154 siendo subida a la cubierta de vuelo de un portaaviones.

La AGM-154A fue la primera versión en ser usada en combate. Normalmente la AGM-154A es usada para misiones de supresión de defensas aéreas enemigas. Las pruebas iniciales de despliegue se llevaron a cabo a bordo del USS Nimitz y posteriormente a bordo del USS Dwight D. Eisenhower. El primer despliegue de combate de la JSOW ocurrió en el sur de Irak el 17 de diciembre de 1988 cuando fue lanzada por un F/A-18C del Marine Fighter Attack Squadron 312 "Checkerboards", Ala Aérea Embarcada 3 que estaba operando desde USS Enterprise durante la Operación Zorro del Desierto. El alcance mediante planeo de la JSOW le permitió atacar un blanco localizado en el lado sur de los suburbios de Bagdad.
El empleo inicial de esta arma fue exitoso, salvo un incidente ocurrido en febrero de 2001, cuando un ataque masivo llevado a cabo por F/A-18, que operaban desde el grupo de batalla del USS Harry S. Truman, contra sitios de defensa aérea iraquíes fracasó debido a que casi todas las armas erraron su blanco. La causas de este problema fue identificado como un problema de programación que fue resuelto poco después.
Desde 1998 al menos 400 JSOW han sido usadas en los siguientes conflictos: Operación Zorro del Desierto, Operación Southern Watch, Operación Allied Force, Operación Enduring Freedom y Operación Iraqi Freedom.

## Aeronaves compatibles
- Armada: F/A-18C/D, F/A-18E/F, EA-18G, F-35C.
- Fuerza Aérea: F-16 Bloque 40/50, B-1B, B-2A, B-52H, F-15E, F-35A.

## Operadores
- Australia[11] - AGM-154C actualizadas a Bloque III[12]
- Canadá[13]
- Grecia[14]
- Finlandia - la fecha aproximada de puesta en servicio operacional es el año 2015[15]
- Polonia
- Singapur
- Turquía
- Estados Unidos
- Países Bajos

## Características generales

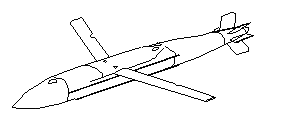
Esquema de la AGM-154A JSOW

- Función principal: Bomba planeadora de lanzamiento a distancia.
- Contratista: Raytheon Co.
- Guía: GPS/INS (Sistema de Posicionamiento Global/Sistema de Guía Inercial), buscador infrarrojo terminal (solo la versión 'C')
- Largo: 4,10 metros
- Diámetro: fuselaje de forma cuadrada de 330 milímetros por lado
- Peso: Entre 483 kilos y 497 kilos
- Envergadura: 2,69 metros
- Aviones portadores:
  - Armada: F/A-18C/D, F/A-18E/F
  - Fuerza Aérea: F-16 Block 40/50, B-1B, B-2A, B-52H, F-15E, F-35A
- Alcance:
  - Lanzamiento a baja altura - 12 nmi (22 km)
  - Lanzamiento a gran altura - 70 nmi (130 km)
- Cabezas de guerra:
  - BLU-97/B - Submuniciones de efectos combinados (JSOW A)
  - BLU-111/B - cabeza de guerra unitaria (JSOW-A1)
  - BLU-108 - Sensor fused weapon (JSOW B - ahora cancelada)
  - BROACH cabeza de guerra de varias etapas (JSOW C)
- Costo unitario:
  - AUPP AGM-154A: US$282.000. Costo total del programa: US$3.327.000.
  - AGM-154B: US$484.167. Costo total del programa: US$2.033.500.
  - AGM-154C: US$719.012. Costo total del programa: US$5.608.000.
- Fecha de despliegue: enero de 1999[16]

| Sistema          | AGM-154A                                             | AGM-154A-1                                           | AGM-154B                                             | AGM-154C                                             | AGM-154C-1                                              | AGM-154D                                          | AGM-154E                                          |
| ---------------- | ---------------------------------------------------- | ---------------------------------------------------- | ---------------------------------------------------- | ---------------------------------------------------- | ------------------------------------------------------- | ------------------------------------------------- | ------------------------------------------------- |
| Longitud         | 4,1 m                                                | 4,1 m                                                | 4,1 m                                                | 4,1 m                                                | 4,1 m                                                   | 4,1 m                                             | 4,1 m                                             |
| Envergadura      | 2,69 m                                               | 2,69 m                                               | 2,69 m                                               | 2,69 m                                               | 2,69 m                                                  | 2,69 m                                            | 2,69 m                                            |
| Ancho            | 0,34 m                                               | 0,34 m                                               | 0,34 m                                               | 0,34 m                                               | 0,34 m                                                  | 0,34 m                                            | 0,34 m                                            |
| Peso de despegue | dependiendo de la variante aproximadamente 475 kg    | dependiendo de la variante aproximadamente 475 kg    | dependiendo de la variante aproximadamente 475 kg    | dependiendo de la variante aproximadamente 475 kg    | dependiendo de la variante aproximadamente 475 kg       | dependiendo de la variante aproximadamente 475 kg | dependiendo de la variante aproximadamente 475 kg |
| Propulsión       | ninguna                                              | ninguna                                              | ninguna                                              | ninguna                                              | ninguna                                                 | Turborreactor WJ24-8                              | Turborreactor WJ24-8                              |
| Velocidad        | Subsónico                                            | Subsónico                                            | Subsónico                                            | Subsónico                                            | Subsónico                                               | Subsónico                                         | Subsónico                                         |
| Alcance          | Con una altura de lanzamiento de 12 km: 115 - 130 km | Con una altura de lanzamiento de 12 km: 115 - 130 km | Con una altura de lanzamiento de 12 km: 115 - 130 km | Con una altura de lanzamiento de 12 km: 115 - 130 km | Con una altura de lanzamiento de 12 km: 115 - 130 km    | 290 km                                            | 290 km                                            |
| Guía             | GPS, INS, enlace de datos                            | GPS, INS, enlace de datos                            | GPS, INS, enlace de datos                            | GPS, INS, FLIR, enlace de datos                      | GPS, INS, FLIR, UHF/Enlace de datos Link 16 de dos vías | GPS, INS, enlace de datos                         | GPS, INS, FLIR, enlace de datos                   |
| Cabeza de guerra | 145 × BLU-97/B                                       | BLU-111                                              | 6 × BLU-108                                          | BROACH                                               | entre otras BROACH                                      | 145 × BLU-97/B                                    | BROACH                                            |